# Ilia Trilling
Ilia Trilling (auch Ilya Trilling; * 1895 in Elberfeld; † 1947) war ein deutsch-jüdischer Theaterproduzent sowie Komponist jüdischer Theatermusik. Er arbeitete in Polen, der Ukraine und den Vereinigten Staaten.

## Leben
Er studierte Musik in Warschau, nachdem sich seine Eltern dort ab 1910 nieder ließen. Während des Ersten Weltkriegs leitete er ein Yiddisches Theater in Kiev. In den 1920ern tourte er mit verschiedenen Gruppen durch die Ukraine und Russland, bevor er 1929 in die USA auswanderte. Von den russischen Behörden bekam er dafür nur einen Reisepass für sich persönlich. Da von einem Freund der Name Ilya in Familya (Familie) geändert wurde, konnte nun seine Familie mitkommen. Er setzte seine Arbeit in jiddischen Theatern als Tanzlehrer in Amerika fort. Er wurde dann in Lawndale als Chorleiter engagiert und später als Hauskomponist am Hopkinson Theater in Brooklyn. Dort schrieb er abendfüllende jiddischer Produktionen, die landesweit aufgeführt wurden.

## Werke
- Zog, Zog, Zog Es Mir (Sag, sag, sag es mir!)
- Du Shaynst Vi Di Zun (Du scheinst wie die Sonne)